# Motorbass
Motorbass est un groupe français de musique électronique. Formé en 1992 par les deux natifs de la région Rhône-Alpes Philippe Zdar et Étienne de Crécy, le groupe compte un album, Pansoul, sorti en 1996. Le groupe n'a plus rien sorti depuis, chacun des membres se consacrant à d'autres projets.

## Biographie
Ils se rencontrent alors qu'ils sont tous les deux ingénieurs du son au studio Plus XXX à Paris, participant ensemble à leur première rave par l'intermédiaire d'une artiste, Roussia, avec lequel ils travaillent et qui les pousse à se lancer par eux-mêmes. Cette découverte les marque, Philippe Zdar dira de cette expérience qu'il s'agit de « la seule révolution de sa vie », et se décident très rapidement à enregistrer des morceaux house.
Après avoir sorti deux maxis en 1992 et 1993, ils sortent un album Pansoul en 1996. Cet album est un mélange de hip-hop instrumental et de house, c'est aussi un succès critique : il sera disque du mois du magazine anglais Muzik (il terminera 9e album de l'année)[réf. nécessaire]. Malgré les bonnes critiques, les ventes ne suivent pas, en effet le groupe a, dans un premier temps, décidé de le distribuer lui-même (ils en vendront tout de même 20000 de cette façon)[réf. nécessaire]. Ce disque, qui est considéré désormais comme un classique de la French touch, a été réédité en 2003 par Virgin.
Le groupe n'a plus rien sorti depuis, chacun se consacrant à d'autres projets : 
- Cassius pour Zdar, décédé depuis ;
- Solid et Super Discount pour Étienne de Crécy.

## Discographie

### Album studio
- 1996 :  Pansoul

### EP et singles
- 1992 : Visine
- 1993 : Trans-Phunk E.P.
- 1996 : Ezio

### Remixes et collaborations
- 1996 : Björk - Isobel
- 1996 : Norma Jean Bell - I'm The Baddest Bitch (Motorbass Mix)
- 1996 : Écouter, Fumer sur la compilation Sourcelab (sous le nom de La Chatte rouge)
- 1996 : Affaires à Faire sur la compilation Super Discount (sous le nom de La Chatte rouge)
- 1996 : Depeche Mode - It's No Good (Motorbass Mix)
- 1997 : Daft Punk - Around The World (Motorbass Miami Mix)
- 1997 : Daft Punk - Around The World (Motorbass Vice Mix)